# Helina subhirtisurstyla
Helina subhirtisurstyla är en tvåvingeart som beskrevs av Xue, Feng och Tong 2005. Helina subhirtisurstyla ingår i släktet Helina och familjen husflugor. Inga underarter finns listade i Catalogue of Life.